# Zwei verlorene Schafe
Zwei verlorene Schafe ist ein deutscher Fernsehfilm von Sylke Enders aus dem Jahr 2016 mit Andrea Sawatzki und Franz Hartwig in den Hauptrollen. Die Premiere des Films war am 29. Juni 2016 beim Filmfest München.

## Handlung
Rebecca Fitz, genannt „Fitzi“, hat vieles geopfert, um Schauspielerin zu werden. Umso schwerer gelingt es ihr einzusehen, dass ihre Karriere womöglich gescheitert ist. Sie ist pleite und kann ihre Miete nicht mehr bezahlen. Schließlich muss sie zum Arbeitsamt, doch zu einer Umschulung für einen normalen Bürojob ist Fitzi nicht bereit. Deshalb lässt sie sich auf ein lukratives Angebot eines alten Schulfreundes, des Bischofs Gerlach, ein. Eigentlich wollte sie ihn nur um Hilfe für eine Rolle bitten, die ihr in Aussicht steht, wo sie eine Pastorin zu spielen hat. Gerlachs Sohn Thaddäus ist als evangelischer Pfarrer weitestgehend talentfrei, was darin begründet liegt, dass Thaddäus seinen Beruf nicht als Berufung betrachtet, sondern ihn nur ergriffen hat, um seines Vaters Willen zu erfüllen. Damit er bei seiner wichtigen Predigt am Reformationstag die Gemeinde nicht einschläfert, bekommt Fitzi drei Wochen Zeit, ihn zu coachen. Thaddäus ist allerdings nicht begeistert derartige Nachhilfe zu bekommen und zeigt dies Fitzi sehr deutlich. Dabei muss er unbedingt an seiner Rhetorik und Körpersprache arbeiten, was Fitzi ihm nur mühsam begreiflich machen kann. Um seine harte Schale zu durchdringen, bedient sie sich sogar biblischer Zitate und theologischer Weisheiten, die sie gerade für ihre Bühnenrolle gelernt hat, aber seine ablehnende Haltung bleibt. Dennoch kann sie Thaddäus viele nützliche Hinweise geben, die er aber ebenso umständlich annimmt, wie er seine Predigten hält. Um ihn etwas „locker“ zu machen, bringt sie ihn eines Tages dazu zu stehlen, damit er spüren kann, „was Adrenalin ist“. Als er in einem Kiosk etwas ohne Bezahlung mitnimmt, verfolgt ihn der wütende Besitzer und läuft dabei vor ein Auto. Thaddäus gibt sofort Fitzi die Schuld, weil sie ihm die Packung Kondome in die Hand gedrückt hatte. Um die Situation auch nicht weiter eskalieren zu lassen, verteidigt sie ihn vor Isabel, der Tochter des Kioskbesitzers und erklärt, dass alles eine Verknüpfung von unglücklichen Umständen gewesen wäre und ihr Schüler, als Pfarrer, nie stehlen würde. Da Stanew aufgrund des Unfalls nun im Kiosk ausfällt, helfen Rebecca und Thaddäus im Laden mit, wo sich Thaddäus in Isabel zu verlieben beginnt. Fitzi bemerkt sogleich die positiven Veränderungen, die in Thaddäus vorgehen und versucht dies für ihr Coaching auszunutzen. Sie lädt Isabel zum Reformations-Gottesdienst ein, was für Thaddäus bedeutet, sich richtig Mühe zu geben zu müssen, wenn er nicht nur seine Gemeinde, sondern auch Isabel beeindrucken will. 
Dank Fitzis praktischer Tipps, konnte sich Thaddäus inzwischen mit Isabel verabreden und ist insgesamt auf einem guten Weg. Dafür läuft bei Fritzi gar nichts mehr. Ihr Sohn verweigert den Kontakt, weil seine Mutter immer ihren Beruf an erste Stelle gerückt hatte und er sich von Kindheit an vernachlässigt fühlt. Am Theater kann sie für die versprochene Rolle nicht bezahlt werden und mit ihrem leeren Konto ist an die ausstehende Miete gar nicht zu denken. Demzufolge wurde sie von ihrer Vermieterin vor die Tür gesetzt und Fitzi weiß sich keinen anderen Rat, als bei Thaddäus und seiner Haushälterin Unterschlupf zu suchen.
Einen Tag vor Thaddäus großer Predigt muss er einem jungen Gemeindeglied zur Seite stehen, das im Sterben liegt. Diese Erlebnis nährt seinen Zweifel, ob er wirklich den richtigen Beruf gewählt hat. So schafft er es zum Reformationsgottesdienst nicht, seine vorbereitete Predigt vorzutragen, sondern bricht sie ab und will endlich ehrlich zu sich und seiner Gemeinde sein. Dies sagt er ihr so, wie er es empfindet. Zwar hätte er in den letzten Wochen Nähe, Wärme und Liebe seiner Gemeinde gespürt, doch wäre er noch immer voller Zweifel und wolle deshalb ein Sabbatjahr nehmen und nach dieser Auszeit entscheiden, ob er Pfarrer bleiben und zu seiner Gemeinde zurückkommen werde, so sie ihn dann noch wollten. Fitzi ist davon überzeugt, dass er damit die richtige Entscheidung getroffen hat. Für sie selber wird ihre aktuelle Bühnenrolle zu einem großen Erfolg, sodass sie nicht nur Anerkennung in der Theater-Branche, sondern auch bei ihrem Sohn findet. 

## Rezeption

### Kritik
Rainer Tittelbach schrieb, die ZDF-Tragikomödie mache den „neuzeitlichen Selbstoptmierungsquatsch“ nicht mit und halte die „Mitte – zwischen beiden Charakteren, zwei Generationen, zwei Haltungen und zwischen Problembewusstsein und leichter Gangart“. Andrea Sawatzki spiele „ihre zwanghafte, hyperaktive Egozentrikerin einfach großartig“. Ihr Gegenüber Franz Hartwig ist laut Aussage der Zeitung DerWesten in „seiner Rolle als antriebsloser, stocksteifer Pfarrer“ das „Salz in der Suppe“ in „dieser gegen Ende etwas zu rührselig inszenierten Komödie“.
Die Kritiker der Fernsehzeitschrift TV Spielfilm meinte anerkennend: „Hier sind die Zuschauer nicht verloren!“ „Den [Film]-Stoff hätte man leicht albern und klischeehaft gestalten können, bis auf wenige Ausrutscher bleibt der Film aber auf dem Boden. Garanten dafür sind Regisseurin Sylke Enders […] und die berührend spielende Sawatzki.“
Bei Kino.de wertete Tilmann P. Gangloff: „Der Film entwickelt […] immer wieder unvermuteten Tiefgang.“ „Dass Sawatzki ihre facettenreiche Rolle scheinbar mühelos bewältigen würde, ist keine Überraschung. Umso eindrucksvoller ist Leistung des praktisch unbekannten Franz Hartwig, der sich bemerkenswert gut neben dem Star hält.“
Filmdienst.de urteilte: „Leichtfüßige (Fernseh-)Komödie der Lebenslektionen, die mit einer wunderbaren Hauptdarstellerin, pointierten Dialogen und spürbarer Fabulierlust aufwartet. Die Komik entfaltet sich im Umkreis des Liebenswürdigen, ohne auf Tiefe zu verzichten. “

### Auszeichnungen
Andrea Sawatzki und Franz Hartwig erhielten für ihre Darstellung jeweils eine Nominierung als beste Darsteller in einer komödiantischen Rolle beim Deutschen Schauspielpreis 2017.

### Zuschauerquote
Der Film erreichte bei seiner Erstausstrahlung am 20. Oktober 2016 im ZDF eine Quote von 3,56 Mio. Zuschauern mit einem Marktanteil von 11,1 Prozent. Trotz der ersten Ausgabe der sechsten Staffel von The Voice of Germany stellt dies eine enttäuschende Quote dar, wobei der Film beim jüngeren Publikum zwischen 14 und 49 Jahren mit ca. 720.000 Zuschauern einen ordentlichen Marktanteil von 6,4 Prozent erreichte.